# Парк XIX століття (Піддністряни)
Парк XIX ст. (Піддністрянський парк) — парк-пам'ятка садово-паркового мистецтва місцевого значення в Україні. Розташований у межах Жидачівського району Львівської області, в південно-західній частині села Піддністряни. 
Площа 2 га. Статус надано згідно з рішенням виконкому Львівської обласної ради від 9 жовтня 1984 року № 495. Перебуває у віданні Піддністрянської школи-інтернату. 
Статус надано для збереження парку, закладеного шляхтичем К. Язвінським у 1830—1840 роках. У парку зростають такі деревні види: тополя, біла акація, каштан, верба плакуча, береза, ясен, липа дрібнолиста, клен гостролистий, а також рідкісні та екзотичні види (платан, катальпа та інші). 
Нині в приміщеннях колишнього панського маєтку розташована Піддністрянська школа-інтернат.